# Hluk
Hluk (deutsch Hulken) ist eine Stadt im Okres Uherské Hradiště in Tschechien. Sie liegt 10 km südwestlich von Uherský Brod am Flüsschen Okluky im mährischen Tiefland und gehört zur Region Zlínský kraj.

## Geographie
Nachbarorte sind Blatnička im Süden, Blatnice pod Svatým Antonínkem und Ostrožská Lhota im Westen, Kunovice im Norden sowie Vlčnov und Dolní Němčí im Osten.

## Geschichte
Bereits in der Chronica Boemorum des Cosmas von Prag wurde die Ansiedlung Hluk oder lateinisch Hlucium in den Jahren 1099 und 1116 erwähnt. Die erste urkundliche Erwähnung datiert von 1294, Besitzer war damals Ulrich II. von Neuhaus. Nach dessen Tod fiel das Lehen an die böhmische Krone zurück und Wenzel II. überließ den Ort 1303 an Zdislav Měšec. In der Folge wechselte die Herrschaft zwischen verschiedenen Landadelsfamilien. Von 1460 bis 1506 waren dies die von Zástřizly und anschließend die von Kunovice. 1525 erhob Ludwig II. Hulken zum Marktflecken. 1625 erwarb Gundaker von Liechtenstein die Herrschaften Hulken und Ostroh. 1663 und 1683 plünderten die Türken den Ort. Im Kuruzenkrieg überfielen die Truppen Franz II. Rákóczi in den Jahren 1703, 1705, 1708 und 1709 mehrmals den Flecken. Aber auch von Bränden blieb Hulken nicht verschont, 1663, 1709, 1838 und 1857 brannten Teile des Ortes nieder. Bis zur Aufhebung der Patrimonialherrschaften blieb Hulken im Besitz der Liechtensteiner.
1970 wurde Hluk zur Stadt erhoben.

## Sehenswürdigkeiten

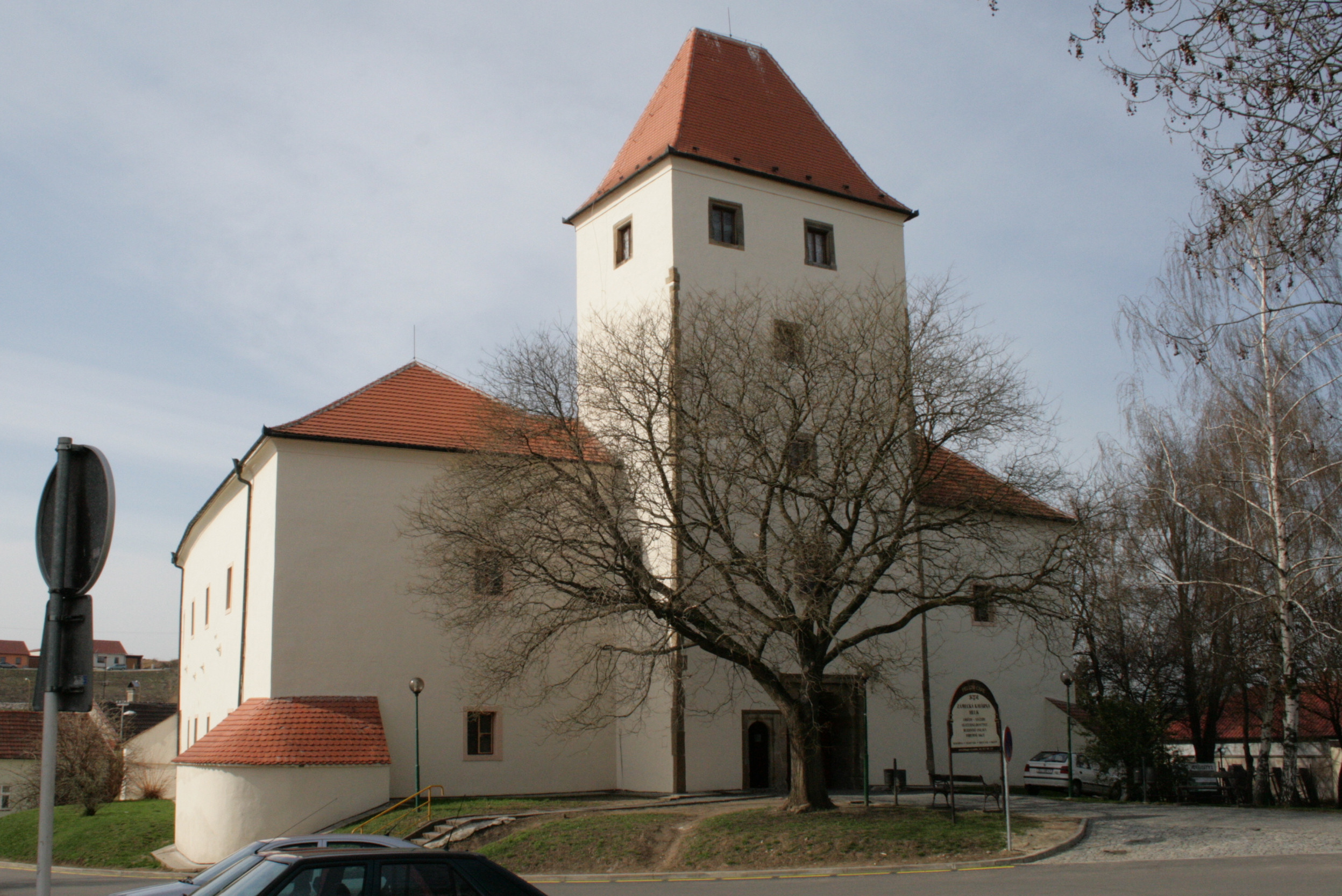
Die Festung Hluk

- Veste Hluk, seit 1303 nachweisbar, ist das Kulturzentrum der Stadt mit dem Museum Bauernstube.
- St.-Laurentius-Kirche, erbaut 1736 bis 1741 von Anton Erhard Martinelli
- Die Kapelle am südöstlich der Stadt gelegenen Hügel Babí hora (335 m) hat ihren Ursprung in dem Marterl, dass an zwei Gefechte in den Jahren 1116 und 1421 erinnerte. Erbaut wurde sie 1525.
- In der Stadt sind mehrere Denkmale der bäuerlichen Volksarchitektur aus der Zeit vom 17. bis zur Mitte des 20. Jahrhunderts erhalten. Darüber hinaus bestehen historische Weinkeller.
- Alle drei Jahre findet der traditionelle Ritt der Könige statt

## Persönlichkeiten
- František Kožík, Schriftsteller, beschrieb in seinem Roman „Na dolinách svítá“ die Festung Hluk
- Antonín Zelnitius, Lehrer und Archäologe
- František Omelka, Schriftsteller
- Käthe Odwody, Hilfsarbeiterin, Betriebsrätin und Widerstandskämpferin
- Dominik Černý (* 1903 in Chrlice (heute Brno, Tschechoslowakei), † 1973 in Hluk), Maler und Kunsterzieher, Lehramtsstudium in Brno, Kunstpädagoge in Südmähren, ethnographische Studien, hielt die örtlichen Volkstrachten in seinen Bildern fest, schloss sich unter der deutschen Besatzung dem Widerstand an, wurde im Oktober 1942 ins KZ Auschwitz deportiert und malte im so genannten Lagermuseum Auftragswerke für die SS. Im August 1943 wurde er ins KZ Buchenwald verbracht, Außenlager Dora. Nach der Befreiung im April 1945 schuf er die Holzschnittfolgen Oswientim (1951) und KL Dora-Sangerhausen (1953)[2]
- Jan Smital, Maler
- František Hořínek, Lehrer und Chronist